# Jezioro Szydłowskie
Jezioro Szydłowskie – jezioro w Polsce, położone w województwie kujawsko-pomorskim i wielkopolskim, w powiecie mogileńskim i gnieźnieńskim, w gminie Mogilno i Trzemeszno, na terenie Pojezierza Żnińsko-Mogileńskiego.

## Charakterystyka
Jezioro posiada urozmaiconą i krętą linię brzegową. Przez północny akwen jeziora Szydłowskiego przepływa jedna z odnóg źródłowych rzeki Panny – Panna Południowa.

## Dane morfometryczne
Powierzchnia zwierciadła wody według różnych źródeł wynosi od 128,5 ha do 140,2 ha. Zwierciadło wody położone jest na wysokości 95,2 m n.p.m. Średnia głębokość jeziora wynosi 11,3 m, natomiast głębokość maksymalna 24,5 m.
W oparciu o badania przeprowadzone w 1999 roku wody jeziora zaliczono do wód pozaklasowych i II kategorii podatności na degradację. W roku 1987 wody jeziora zaliczono do III klasy czystości.